# Meinard Kraak
Meinardus Jan (Meinard) Kraak (Winschoten, 29 december 1935 - 30 april 2022) was een Nederlands zanger van recitals, oratoria en opera's. Zijn stembereik was bariton/bas, af en toe alleen spreekstem.

## Biografie
Zijn zangopleiding kreeg hij aan het Amsterdams Conservatorium bij Jan Keizer; hij volgde er ook de operaklas. In zijn eindexamenjaar 1962 werd hem de Vriendenkrans van het Concertgebouw toegekend. Hij ontving de prijs tegelijk met hoboïst Han de Vries en celliste Marijke Verberne. Na zijn eindexamen, dat hij behaalde met een onderscheiding, stelde een beurs van de Franse regering hem in staat in Parijs te studeren bij Pierre Bernac. In Parijs won hij de eerste prijs op een concours gewijd aan werken van Ravel.
In de zomer van 1964 won hij tevens een eerste prijs op een zangconcours in Santiago de Compostela (Spanje), hetgeen enkele tournees tot gevolg had. Hij gaf liederenavonden en oratoriumuitvoeringen en zong in Madrid de eerste Europese uitvoering van de cantate Abraham and Isaac van Igor Stravinsky.

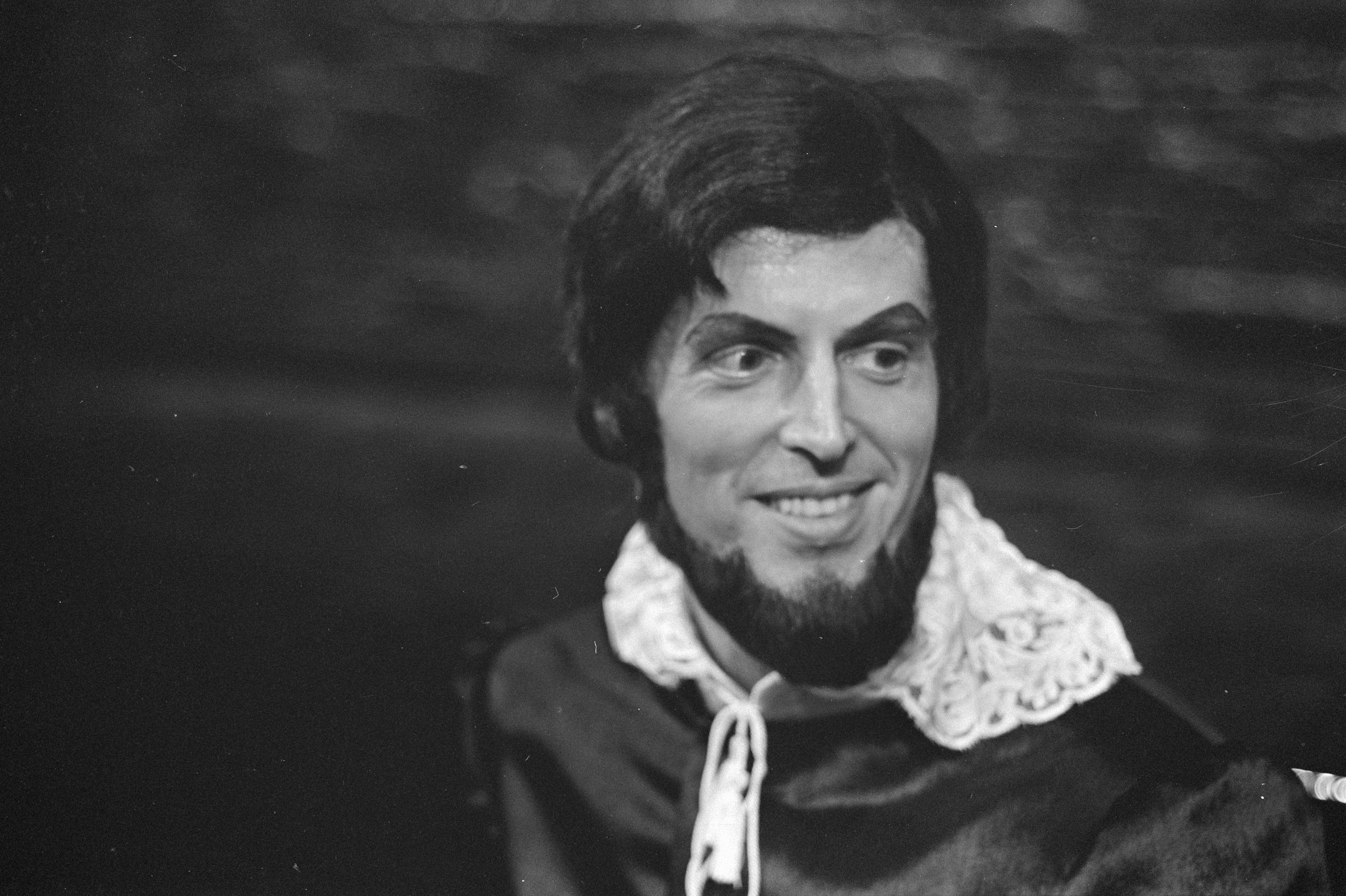
Meinard Kraak in de titelrol van Spinoza van Ton de Kruyf, 1971

Aanvankelijk als lid van de toenmalige Operastudio en later bij de Nederlandse Opera zong hij vele rollen, onder meer in Pelléas et Mélisande, Così fan tutte, L'elisir d'amore, Albert Herring, en de wereldpremieres van Spinoza van Ton de Kruyf, Satyricon van Bruno Maderna en Der Kaiser von Atlantis van Viktor Ullmann.
Met het Concertgebouworkest trad hij op onder de dirigenten Claudio Abbado, Bernard Haitink, Jean Fournet en Erich Leinsdorf in werken van Arnold Schönberg (A Survivor from Warsaw), Maurice Ravel, Igor Stravinsky en Claude Debussy.
Met de pianisten Irwin Gage en Rudolf Jansen gaf hij vele liederenavonden, onder meer in de Kleine Zaal van het Concertgebouw, in de Wigmore Hall (Londen), in München, Parijs, Wenen (Wiener Festwochen) en tijdens het festival van Spoleto.
In 2018 verscheen in eigen beheer zijn kroniek (autobiografie): Schöne Welt, wo bist du?

## Docentschap
Kraak was docent solozang aan het Koninklijk Conservatorium (Den Haag) en het Utrechts Conservatorium. Voorts gaf hij masterclasses in Finland, Zwitserland, Californië en Catania (Sicilië) en was jurylid tijdens vocalistenconcoursen in Graz, München en 's Hertogenbosch. Tot eind 2014 gaf hij coaching aan professionele zangers in zijn huis in Frankrijk, “L’Atelier de Chant de la Creuse”.
Tot zijn leerlingen behoorden onder anderen Maria Acda, Annett Andriessen, Otto Bouwknegt, Igor Bogaert, Wendela Bronsgeest, Wilke te Brummelstroete, Wiebe Pier Cnossen, Barbara Hannigan, Frans Huijts, Barbara Kozelj, Marianne van Laarhoven, Bernard Loonen, Rachel Ann Morgan, Marc Pantus, Maaike Poorthuis, Ricardo Prada, Tetsje van der Kooi, Margaret Roest, Lenneke Ruiten, Adva Tas, Carolyn Watkinson, Elena Vink en Hans Weijers.
- Library of Congress Control Number: n78027092
- Nationale Bibliotheek van Israël: 987007327907505171
- Système universitaire de documentation: 251634078
- Virtual International Authority File: 11101845
- WorldCat: E39PBJc3FhkfJGhjB4HFPkBtrq